# Oostzanerveld

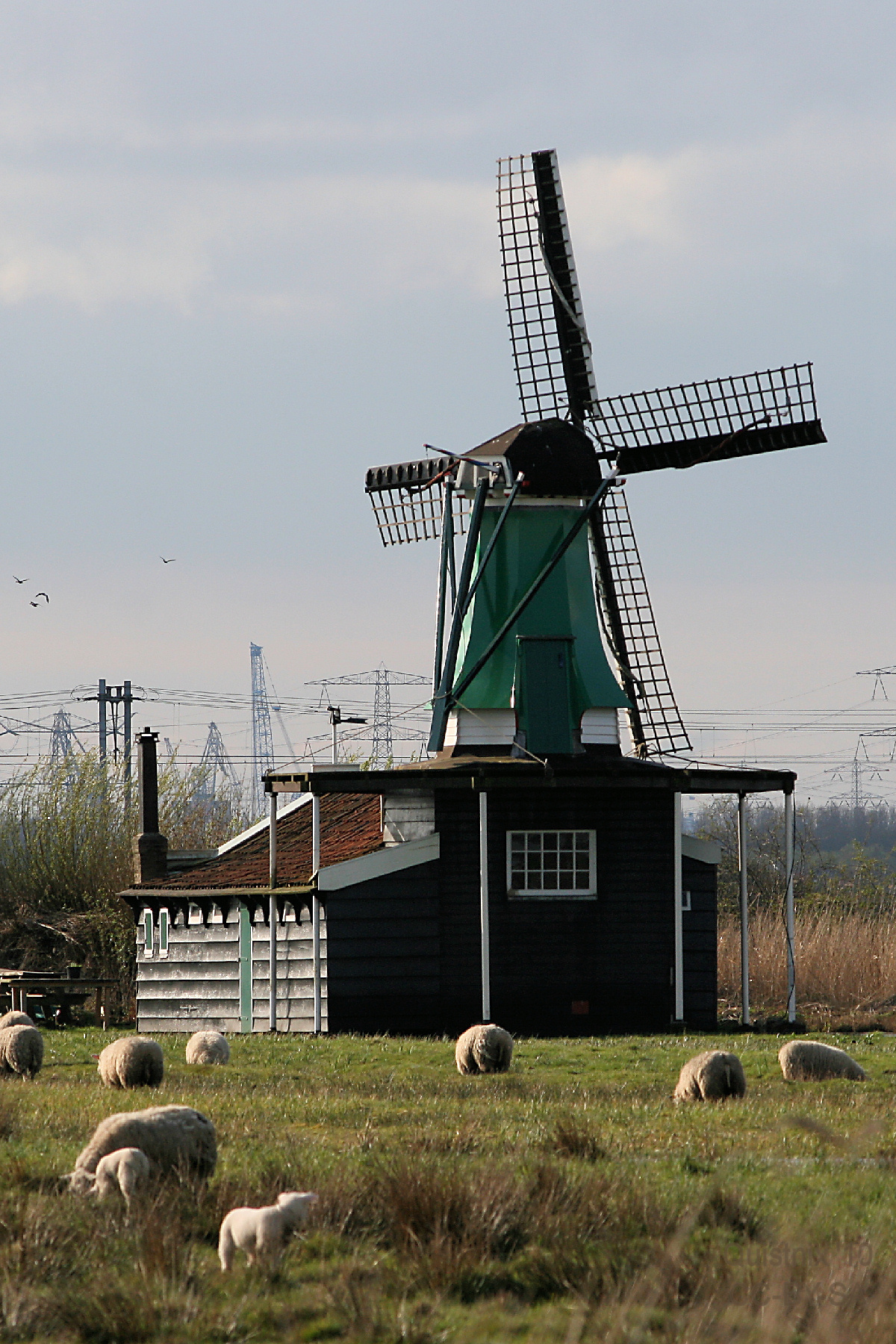
Molen De Windjager

Het Oostzanerveld is een veenweidegebied en natuurgebied dat het noordwesten en noorden van de gemeente Oostzaan omvat.  Het grenst aan de gemeenten Zaanstad (Zaandam) en Wormerland (Wijdewormer).
Het Oostzanerveld maakt deel uit van het Nationaal Landschap Laag Holland en van het Natura 2000-gebied Ilperveld, Varkensland, Oostzanerveld & Twiske.  De Vogelrichtlijn en de Habitatrichtlijn zijn van toepassing.
De Vogelbeschermingswacht Zaanstreek is actief in het gebied.